# Stictopleurus
Genre
Stictopleurus est un genre d'insectes hétéroptères (punaises) de la famille des Rhopalidae. On le rencontre dans les zones paléarctique et néarctique.

## Description
Elles sont de taille moyenne (environ 7-9 mm), de couleur généralement brunâtre. La tête est triangulaire, aussi longue que large, les yeux ne touchant pas le pronotum. Celui-ci est en trapèze avec une rainure transversale dans la partie antérieure, qui se termine en cercle pouvant être ouvert ou fermé selon les espèces. L'abdomen est ovale et allongé. Les hémélytres sont partiellement transparentes.

## Biologie
Les espèces de ce genre mangent les parties reproductives des plantes, boutons, fleurs, et graines, notamment d'Asteraceae.

## Liste d'espèces
Une vingtaine d'espèces appartenant à ce genre ont été décrites :
- Stictopleurus abutilon (Rossi, 1790)
- Stictopleurus angustus Reuter, 1900
- Stictopleurus brevicornis Blöte, 1934
- Stictopleurus crassicornis (Linnaeus, 1758)
- Stictopleurus dollingi Göllner-Scheiding, 1975
- Stictopleurus intermedius (Baker, 1908)
- Stictopleurus knighti Harris, 1942
- Stictopleurus minutus Blöte, 1934
- Stictopleurus murinus Putshkov, 1978
- Stictopleurus pictus (Fieber, 1861)
- Stictopleurus plutonius (Baker, 1908)
- Stictopleurus punctatonervosus (Goeze, 1778)
- Stictopleurus punctiventris (Dallas, 1852)
- Stictopleurus ribauti Vidal, 1952
- Stictopleurus ribesi Göllner-Scheiding, 1975
- Stictopleurus scutellaris (Dallas, 1852)
- Stictopleurus sericeus (Horváth, 1896)
- Stictopleurus sichuananus Liu & Zheng, 1993
- Stictopleurus subtomentosus (Rey, 1888)
- Stictopleurus subviridis Hsiao, 1977
- Stictopleurus synavei Göllner-Scheiding, 1975
- Stictopleurus unicolor (Jakovlev, 1873)
- Stictopleurus viridicatus (Uhler, 1872)
- Stictopleurus zebraicus (Distant, 1906)

Les espèces européennes sont S. abutilon, S. crassicornis, S. pictus, S. punctatonervosus, S. ribauti, S. ribesi, S. sericeus, S. subtomentosus, S. synavei, S. unicolor et S. viridicatus
Les espèces nord-américaines sont S. knighti, S. plutonius, S. punctiventris et S. viridicatus,,.
Les espèces asiatiques sont notamment S. sichuananus et S. subviridis, ainsi que plusieurs des espèces présentes en Europe.

## Galerie

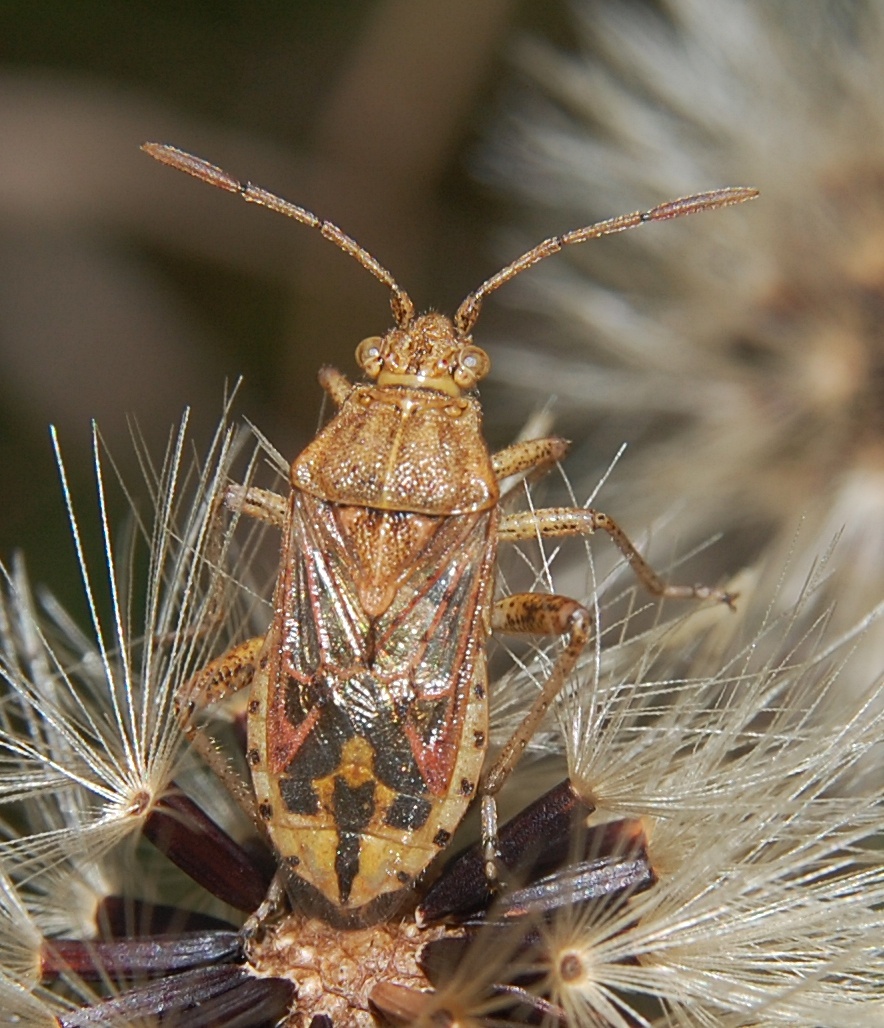
S. abutilon.
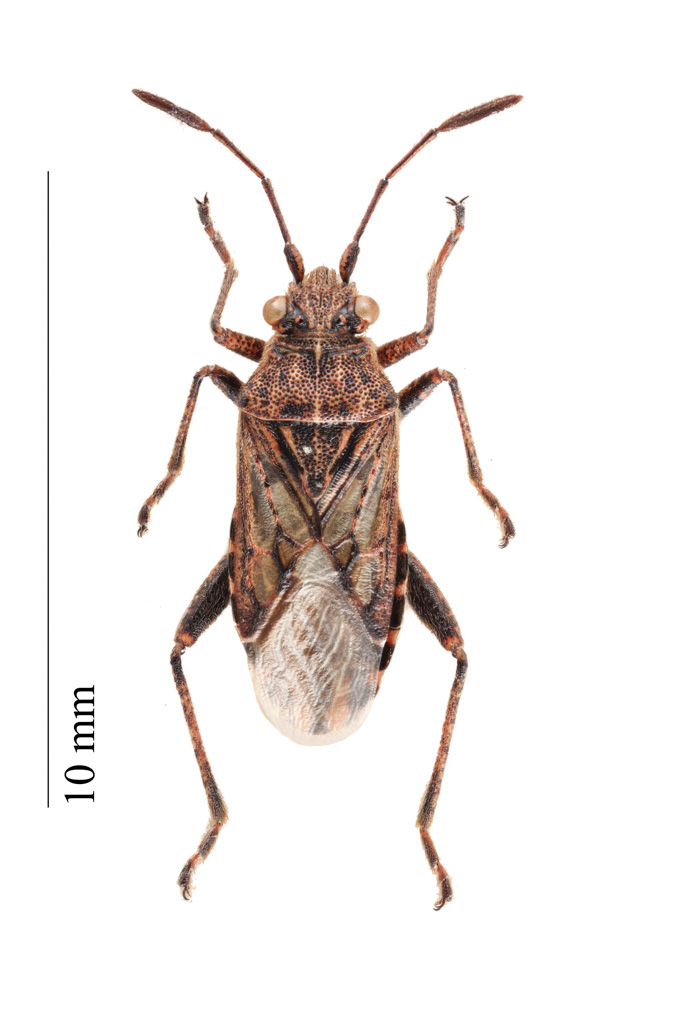
S. crassicornis.
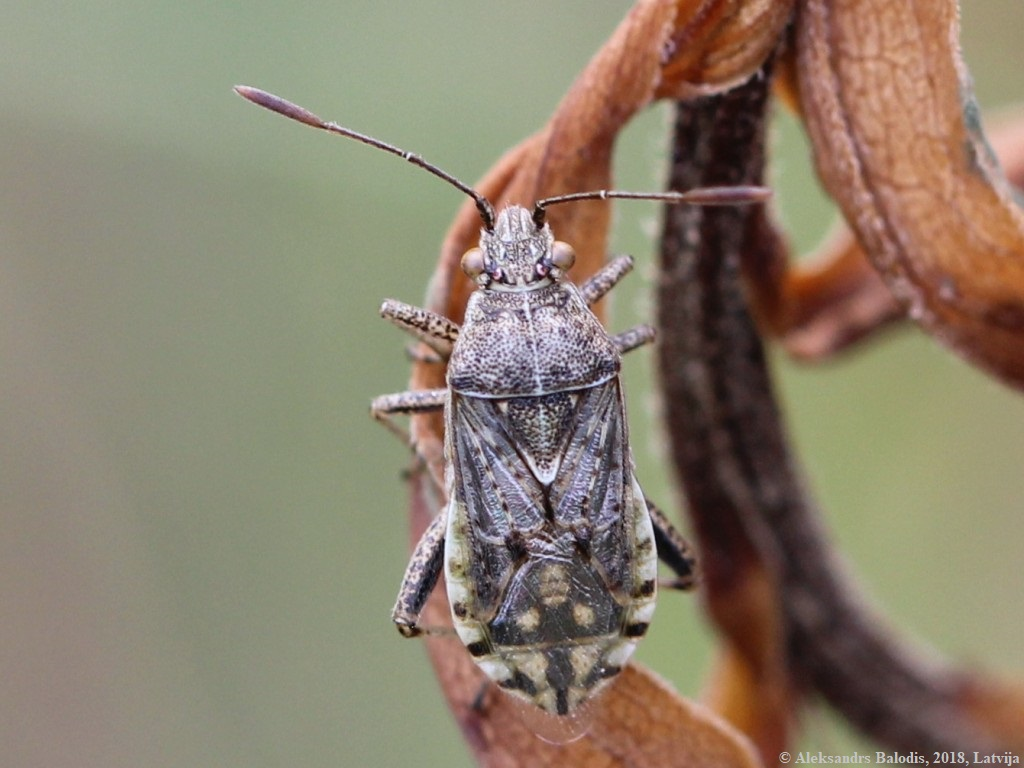
S. punctatonervosus.
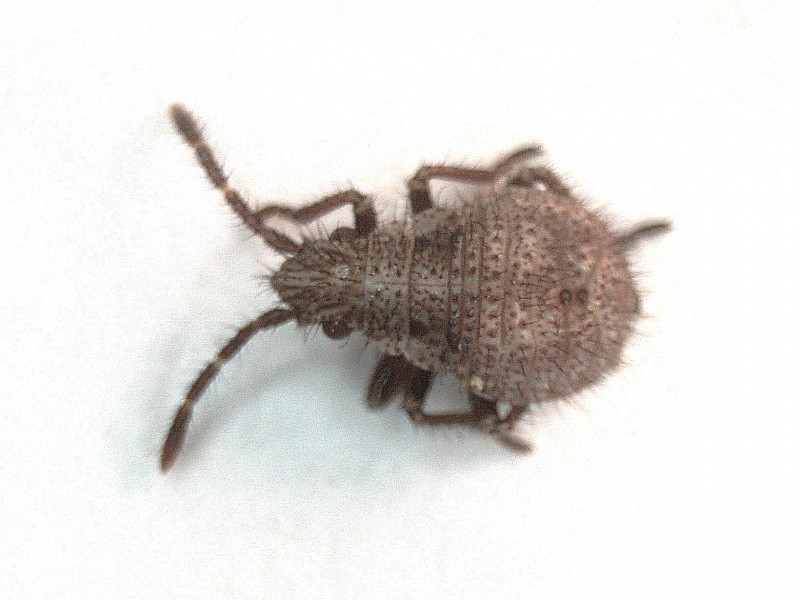
Larve de Stictopleurus sp.